# La Chapelle-sur-Aveyron
La Chapelle-sur-Aveyron – miejscowość i gmina we Francji, w Regionie Centralnym, w departamencie Loiret.
Według danych na rok 1990 gminę zamieszkiwało 361 osób, a gęstość zaludnienia wynosiła 19 osób/km² (wśród 1842 gmin Regionu Centralnego La Chapelle-sur-Aveyron plasuje się na 788. miejscu pod względem liczby ludności, natomiast pod względem powierzchni na miejscu 694.).